# Leipzigskolan
Leipzigskolan var en gruppering inom sociologi vid universitetet i Leipzig. Skolan uppstod under 1930-talet och bestod av bland andra Hans Freyer, Arnold Gehlen, Gunter Ipsen, Hans Linde, Heinz Maus, Karl Heinz Pfeffer och Helmut Schelsky.